# Szczególna ostrożność
Szczególna ostrożność – pojęcie z ustawy Prawo o ruchu drogowym. Oznacza sposób zachowania na drodze polegający na zwiększeniu uwagi i dostosowaniu zachowania uczestnika ruchu do warunków i sytuacji zmieniających się na drodze w stopniu umożliwiającym odpowiednio szybkie reagowanie.